# 2982 Muriel
2982 Muriel (1981 JA3) là một tiểu hành tinh vành đai chính được phát hiện ngày 6 tháng 5 năm 1981 bởi C. Shoemaker ở Palomar.